# Piotr Krasnov
Pour les articles homonymes, voir Krasnov.
Piotr Nikolaïevitch Krasnov (en russe : Петр Николаевич Краснов) né le 10 septembre 1869 (22 septembre dans le calendrier grégorien) dans une très ancienne famille de cosaques du Don, mort le 17 janvier 1947 est un officier russe et un écrivain militaire.

## Biographie
En sa qualité d’écrivain militaire, il est correspondant de guerre, chroniqueur, théoricien et romancier.

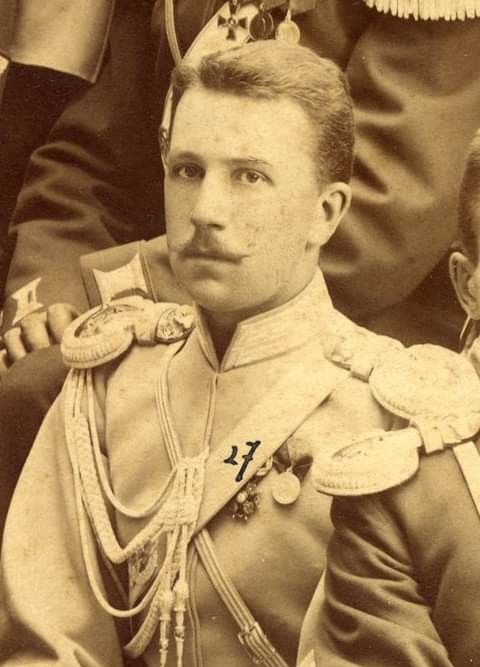
En 1896 lors du couronnement de Nicolas II.

Ancien officier de la Garde impériale russe (régiment « Atamansky »), il est envoyé en mission diplomatique à Adiss-Abbeba en 1897. Puis en 1901 sur ordre du ministre de la guerre en tournée en Mandchourie, Chine, Japon et Inde. Il est correspondant de guerre lors de la révolte des Boxers et la guerre russo-japonaise. Il écrit entre autres pour Russkii Invalid, Scout, Bulletin de la cavalerie russe...
Il est colonel du régiment cosaque sibérien Iermak Timofiev, en 1911, le long de la frontière avec la Chine.
En 1913, il est à la tête du 10e régiment de cosaques du Don du général Loukovkine sur la frontière avec l'Autriche-Hongrie. Il est un brillant chef d’unités de cavalerie pendant la Première Guerre mondiale (distingué par l’ordre de Saint-Georges de 4e classe). Il défend le gouvernement provisoire contre la révolution d'Octobre.
Fin 1917, il rentre dans la région du Don, où il mène la lutte armée anti-bolchévique. Il est élu ataman des cosaques du Don le 16 mai 1918. Il combat aux côtés des armées blanches durant la guerre civile russe, mais représente une tendance minoritaire pro-allemande avec sa Grande armée du Don. Après la défaite de l’Empire allemand en novembre 1918, Krasnov est contraint de reconnaître l’autorité de Dénikine, qui l’envoie en Estonie auprès des troupes de Ioudenitch.

## L’exil
Il est cofondateur de la Confrérie de la Vérité Russe en 1922. Il participe au Congrès de l'émigration russe, qui réunit des représentants de la diaspora russe de 26 pays, à Paris à l'Hôtel Majestic du 4 au 11 avril 1926, organisé à l'initiative de Pierre Struve pour unir les organisations politiques russes.
Selon les souvenirs de la romancière Lydia Avilova (grande amie de Tchekhov et émigrée en Tchécoslovaquie pendant la guerre civile), qu’elle révèle dans des échanges épistolaires avec l’écrivain Ivan Bounine en avril 1923, « tout le monde ou presque est enthousiaste » du roman fleuve du général P. N. Krasnov paru à Berlin en 1921-1922, De l’aigle bicéphale au drapeau rouge. Il s’agit d’un panorama, ardent et subjectif, de la vie en Russie depuis le début du règne de Nicolas II jusqu’à la fin de la guerre civile. Ce livre rencontra un grand succès littéraire dans l’émigration et fut largement traduit à l’étranger - il est apprécié dans la Russie d’aujourd’hui comme un témoignage.

## La Seconde Guerre mondiale
Anticommuniste convaincu, Krasnov préconise dès 1941 la création d’unités de volontaires cosaques anti-soviétiques armés par la Wehrmacht. Début juin 1945, après s’être constitué prisonnier auprès des forces britanniques en Autriche, il est livré avec ses troupes aux autorités soviétiques (tragédie dite de « Lienz »). Il est pendu à Moscou avec d’autres chefs cosaques (généraux Andreï Chkouro, Timofeï Domanov, Helmuth von Pannwitz, Sultan Ghirey-Keletch, Semion Krasnov (ru)) en 1947 après une longue instruction et un procès-éclair. Incinéré, ses cendres reposent dans une fosse commune du monastère Donskoï à Moscou.

## Parenté
Il est petit-fils du général Ivan Krasnov (en), le fils du général Nikolaï Krasnov et le frère du géographe et botaniste Andreï Krasnov et celui de l’écrivain Platon Krasnov.
Il est l'oncle du général Semion Krasnov (ru), compagnon d'infortune lors de son exécution, et grand-oncle du fils de ce dernier, Miguel Krassnoff (es), officier ayant participé au coup d’État de 1973 au Chili et condamné en 2000 par la justice de son pays adoptif pour les crimes et violations commises dans le cadre de ses activités de sécurité et de renseignement au profit du régime d'Augusto Pinochet.
Le rôle de Miguel Krasnoff dans les assassinats et tortures perpétrés durant la dictature de Pinochet est au centre du roman La Fin de l'Histoire de l'écrivain chilien Luis Sepúlveda.